# Hidroelektrarna Mavčiče
Hidroelektrarna Mavčiče (kratica HE Mavčiče) je ena izmed hidroelektrarn v Sloveniji; leži na reki Savi, z zajezitvijo katere je nastalo Trbojsko jezero. Spada pod podjetje Savske elektrarne Ljubljana. 

## Zgodovina
Hidroelektrarna je pričela obratovati 31. julija leta 1986. Le tri mesece kasneje, ob koncu oktobra so poskusno zavrteli tudi drugi agregat. Republiška inšpektorska komisija je opravila prevzem objekta dan pred novembrskimi prazniki. Izgradnjo je vodil Franc Vovčak.
Pri izgradnji te hidroelektrarne, z dvema Kaplanovima turbinama z močjo 20,8 MW so poleg Litostroja sodelovale še Savske elektrarne, Elektroprojekt, Gradis, Rade Končar, Metalna Maribor, IMP, Iskra, Hidromontaža, Minel, ZRM in Geološki zavod. Litostroj je za HE Mavčiče dobavil in vstavil dve elektromotorni dvigali (nosilnost 140 in 5 ton), Kaplanovi turbini z drenažno, hladilno in mazalno napravo ter regulacijski napravi vrtilne hitrosti agregatov s pripadajočo elektro-elektronsko opremo. Poleg večjih elementov opreme pa je Litostroj dobavil tudi specialne montažne naprave, mazalno olje in rezervne dele.
V letu 2006 in 2007 se je na njeno južno fasado in streho montirala fotovoltaična (sončna) elektrarna moči 72 kW.